# Fukomys foxi
Fukomys foxi là một loài động vật có vú trong họ Bathyergidae, bộ Gặm nhấm. Loài này được Thomas mô tả năm 1911.